# Елак
Елак (Ellac, Elac, Elak, * 425 — † 454) — король гунів, що мешкали на теренах сучасної України, був старшим сином короля гунів Аттіли і королеви Креки. В історії часто зустрічається таке під іменем «Ilak» (Ілак). Одружений, мав сина — Аудана.
Після смерті Аттіли став спадкоємцем гунської імперії. Його правління тривало всього 2 роки, від 453 до 454 року, коли він загинув у бою в битві при Недао.
У ході місії Пріска Панійського до столиці Аттіли, через візантійські інтриги в центральній частині держави Північного Причорномор'я Елак намагався навести порядок. Елак, як старший син Атілли став наступником правителя держави Гунів. В цей час вона почала розпадатися. У Елака був конфлікт зі своїми братами — Денгизихом та Ернаком. Він змусив братів покинути межі країни Гунів й шукати нові землі.
У 454—455 роках германські племена починають повстання під проводом Ардаріха (короля гепідів) проти панування гунів і при підтримці візантійського імператора Маркіана в бою серед степу Паннонії, недалеко від річки Тиса, лідер гунів загинув, а його війська відступили.
Після загибелі короля Елака, державу очолює другий син Аттіли — Денгизих. Військові керівники, які відмовилися підкорятися наказам Елака і були переконані, що відповідальність і покарання за смерть Аттіли повинні нести Римляни, організували похід і розорили Рим.
Після смерті Елака — Денгизих та Ернак почали переговори з германським королем Ардаріхом для досягнення миру — він погодився зняти облогу, в обмін на мир з усіма іншими союзними племенами гунів. У мирній угоді з гепідським королем, володарі гунів погодились покинути територію Угорщини та Італії зі своїм народом. Деякі племена гунів залишилися в цих областях і утворили змішані популяції.
Після війни, території гепідів, герулів, скірів і остготів перейшли в управління візантійського імператора Маркіяна, як буферна зона з залишками гунів, булгарів, сарматів, аланів. Більша частина війська гунів були з племен утигурів, які також покинули ці терени і пішли по домівках.